# Nomada rubricoxa
Nomada rubricoxa är en biart som beskrevs av Schwarz 1977. Nomada rubricoxa ingår i släktet gökbin, och familjen långtungebin. Inga underarter finns listade i Catalogue of Life.